# Боуен (Іллінойс)
Боуен (англ. Bowen) — селище (англ. village) в США, в окрузі Генкок штату Іллінойс. Населення — 464 особи (2020).

## Географія
Боуен розташований за координатами 40°13′55″ пн. ш. 91°3′48″ зх. д. / 40.23194° пн. ш. 91.06333° зх. д. (40.232054, -91.063282).  За даними Бюро перепису населення США в 2010 році селище мало площу 1,11 км², уся площа — суходіл.

## Демографія
Згідно з переписом 2010 року, у селищі мешкали 494 особи в 195 домогосподарствах у складі 129 родин. Густота населення становила 446 осіб/км².  Було 212 помешкання (191/км²).
Расовий склад населення:
| - 98,0 % — білих - 0,6 % — чорних або афроамериканців - 0,2 % — вихідців з тихоокеанських островів - 0,2 % — корінних американців |

До двох чи більше рас належало 0,8 %. Частка іспаномовних становила 0,4 % від усіх жителів.
За віковим діапазоном населення розподілялося таким чином: 25,5 % — особи молодші 18 років, 59,5 % — особи у віці 18—64 років, 15,0 % — особи у віці 65 років та старші. Медіана віку мешканця становила 36,0 року. На 100 осіб жіночої статі у селищі припадало 103,3 чоловіків;  на 100 жінок у віці від 18 років та старших — 96,8 чоловіків також старших 18 років.
Середній дохід на одне домашнє господарство  становив 46 946 доларів США (медіана — 43 750), а середній дохід на одну сім'ю — 60 834 долари (медіана — 60 250). Медіана доходів становила 39 063 долари для чоловіків та 25 750 доларів для жінок. За межею бідності перебувало 14,2 % осіб, у тому числі 20,5 % дітей у віці до 18 років та 0,0 % осіб у віці 65 років та старших.
Цивільне працевлаштоване населення становило 208 осіб. Основні галузі зайнятості: освіта, охорона здоров'я та соціальна допомога — 25,5 %, транспорт — 17,8 %, виробництво — 11,5 %, оптова торгівля — 8,2 %.